# Charlie St. Cloud
Charlie St. Cloud er en amerikansk fantasyfilm fra 2010, instrueret af Burr Steers og baseret på romanen The Death and Life of Charlie St. Cloud. 

## Handling
Charlie St. Cloud har lige mistet sin lillebror og er nu i dyb sorg. Faktisk i så dyb sorg at han tager et job som graver på kirkegården. Deres bånd er så stærkt, at han kan se ham (Sam) hver nat og de leger gemme eller taler sammen. Men der kommer en kvinde ind i Charlies liv, så han skal vælge imellem et løfte til hans afdøde bror og sin kærlighed til pigen.

## Produktion
Holdet begyndte at filme midt i juli 2009 i Gibsons, British Columbia og afsluttede optagelserne i oktober samme år.

## Medvirkende
- Zac Efron som Charlie St. Cloud
- Charlie Tahan som Sam St. Cloud
- Amanda Crew som Tess Carroll
- Kim Basinger som Claire St. Cloud
- Ray Liotta som Florio Ferrente
- Augustus Prew som Alistair Woolley
- Donal Logue som Tink Weatherbee
- Tegan Moss som Cindy
- Dave Franco som Timothy Patrick Sullivan